# Agnia Losina-Losinskaja
Agnia Losina-Losinskaja, född 1903 i Sankt Petersburg, död 1958, var en sovjetisk botaniker. Hennes efternamn kan även hänvisas till som Lozina-Lozinscaia eller Lozina-Lozinskaja.
Auktorsnamnet Losinsk. kan användas för Agnia Losina-Losinskaja i samband med ett vetenskapligt namn inom botaniken; se Wikipediaartiklar som länkar till auktorsnamnet.